# Melati van Java
Melati van Java, pseudoniem van Nicolina Maria Christina (Marie) Sloot (Semarang, Java, Nederlands-Indië, 13 januari 1853 – Noordwijk aan Zee, 13 juni 1927), was een Nederlands schrijfster. Melati van Java was het pseudoniem waaronder zij het meest bekend was (zie ook Melati). De boeken die zij onder dit pseudoniem publiceerde waren enorm populair. Sloot was een "Indisch meisje" en een van de belangrijkste Nederlands-Indische schrijfsters. Ze maakte ook gebruik van de pseudoniemen Mathilde en Max van Ravensteijn. Verder redigeerde zij enkele tijdschriften, droeg ze bij aan andere tijdschriften en stond ze bekend als filantrope.

## Levensloop
Marie Sloot groeide op in een rooms-katholiek gezin als oudste dochter van de onderwijzer Carel Sloot en Louisa van Haastert. Voor 1865 werd ze onderwezen door haar moeder, en van 1865 tot 1866 volgde ze onderwijs aan een meisjesinternaat aan het Noordwijk in Batavia. In 1868 behaalde ze de akte van bekwaamheid als hulponderwijzeres in de Franse en Engelse taal.
In 1871 verhuisde Sloot met haar familie naar Nederland, waar zij zich uiteindelijk vestigden in Roermond. In de jaren tachtig verhuisde Sloot van Roermond naar Amsterdam, waar zij samenwoonde met haar levensgezellin Lina Schefler.

## Literaire loopbaan
In Roermond begon Sloot haar literaire loopbaan. Haar eerste publicatie werd op 17 februari 1872 geplaatst in Het Katholiek Stuijversmagazijn. In 1874 debuteerde ze als romanschrijfster met De jonkvrouw van Groenenrode. Dit was de eerste roman die zij schreef onder het pseudoniem 'Melati van Java'. De romans van Melati van Java voeren opmerkelijke vrouwenfiguren op en richten zich vaak op standsverschillen, vooroordelen jegens Indische vrouwen en de onderwaardering van rooms-katholieke vraagstukken.
Sloot verkreeg in 1893 het lidmaatschap van de Maatschappij der Nederlandsche Letterkunde (MNL) te Leiden. Niet alleen behoorde zij daarmee tot de eerste groep  van dertien vrouwen die "gewoon lid" werden van de MNL, voor zover bekend was zij destijds ook de enige vrouwelijke schrijver van Indo-Europese afkomst.
Haar werk was zeer populair onder het grote publiek. Haar romans zijn vele malen herdrukt en zijn decennialang in omloop gebleven. In 1916 verscheen de film La Renzoni naar haar gelijknamige roman, geregisseerd door Maurits Binger en met de in die tijd beroemde Nederlandse actrice Annie Bos in de hoofdrol. In 1921 was haar tweedelige roman Hermelijn nog steeds het meest uitgeleende bibliotheekboek in Nederland. Veel van haar werk is vertaald, met name zijn praktisch al haar romans vertaald naar het Duits.
De reacties van de literaire kritiek op Sloots werk waren niet onverdeeld positief. Busken Huet besprak bijvoorbeeld haar eerste roman weliswaar onmiddellijk, maar negatief. Haar emancipatoire ideeën vonden weinig instemming bij mannelijke critici. Vrouwelijke critici stonden er soms heel anders tegenover, zoals bijvoorbeeld Marie-Henriette Koorders-Boeke, die in De Gids in 1877 haar goedkeuring uitsprak over Annonciade. In hun Biografisch Woordenboek doen in 1888 Frederiks en Van den Branden niet veel meer dan een lijstje van door haar gepubliceerde titels opnoemen. Met het voortschrijden van de tijd keurden critici met name het melodramatische gehalte van haar romans af: Het genre melodrama raakte uit de mode, en deze "officiële" afkeuring nam toe. In de nasleep van deze kritiek schreef Sloot een aantal romans onder het pseudoniem 'Max van Ravensteijn'. Dat Sloot de schrijfster achter dit pseudoniem was, is lange tijd onbekend gebleven; pas in 1954 werd dit door schrijver Anton van Duinkerken onthuld.

## Varia
Melati is de Indonesische naam van de Arabische jasmijn (Jasminum sambac). Het is de "nationale bloem" (een van de drie nationale bloemen) van Indonesië (en van de Filipijnen en van Tunesië).

## Bibliografie (selectie)

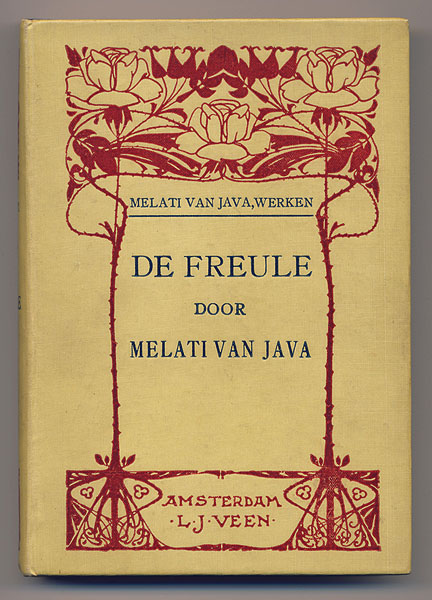
De Freule (ca. 1915) Bandontwerp: L.W.R. Wenckebach

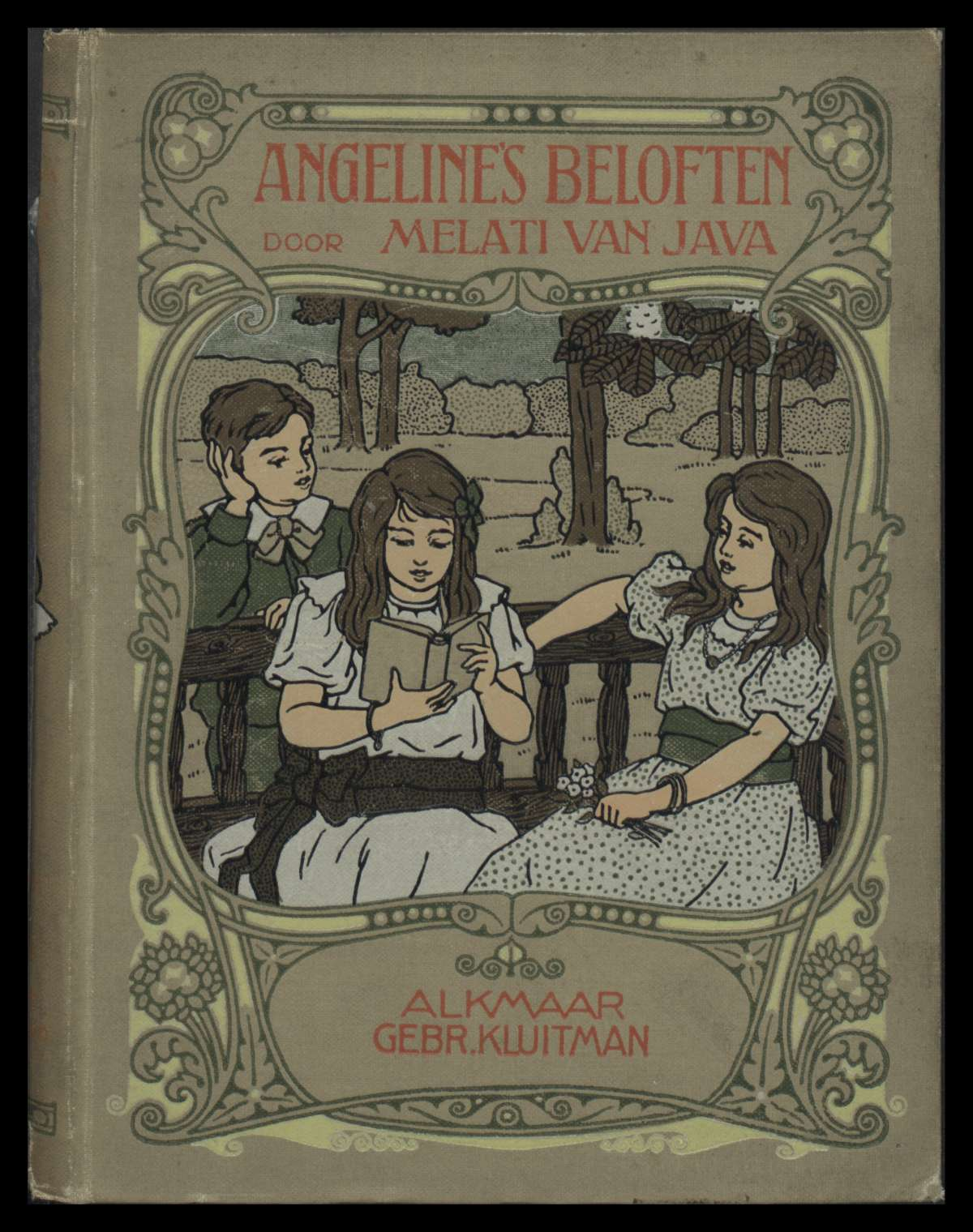
Angeline's beloften. Bandontwerp: L.W.R. Wenckebach